# Delmenhorst
Delmenhorst är en kreisfri stad i den tyska delstaten Niedersachsen. Den ligger 14 km väster om Bremen och har omkring 79 000 invånare.
Stadens näringsliv präglas av tillverkningsindustri inom de mest skilda branscher som livsmedel, golvbeläggningar, undervattensteknik, underleveranser till bilindustrin och till flygindustrin. En utveckling av stadens företag inom tjänsteproduktion kan märkas.
Staden är förhållandevis ung – från andra hälften av 1800-talet. Även om en hel del rustningsindustri fanns i Delmenhorst blev staden i stort sett skonad från allvarliga bombangrepp under andra världskriget.
Ur kommunikationssynpunkt är staden väl tillgodosedd med motorvägen A28 genom staden och A1 (ca 5 km från staden) från Oldenburg in Holstein via Lübeck, Hamburg och Bremen genom Ruhrområdet till Saarbrücken vid franska gränsen. Bremens flygplats ligger omkring 10 minuters bilväg från staden.

## Historia
Delmenhorst fick 1247 en borg och var huvudort i grevskapet Delmenhorst, som dessutom omfattade "Landvogtei" Delmenhorst, (Hausvogtei, Vogtei Stuhr samt Marschvogtei Berne och Altenesch). Det tillhörde samma ätt, som regerade i grevskapet Oldenburg och varav en gren, med Kristian I, 1448 besteg Danmarks tron. 1647 ärvdes Delmenhorst av den i Oldenburg regerande grenen, och sedan denna 1667 utslocknat på svärdssidan, kom grevskapen till danska kungahuset, som 1773 avträdde dem till hertigliga ätten Holstein-Gottorp. Titeln "greve till Delmenhorst" ingick under unionskonungarna (Kristian I - Kristian II) och under holstein-gottorpska huset (1751–1818) i den svenska kungatiteln och Delmenhorsts vapen (guldkors i blått fält) i det svenska riksvapnet.

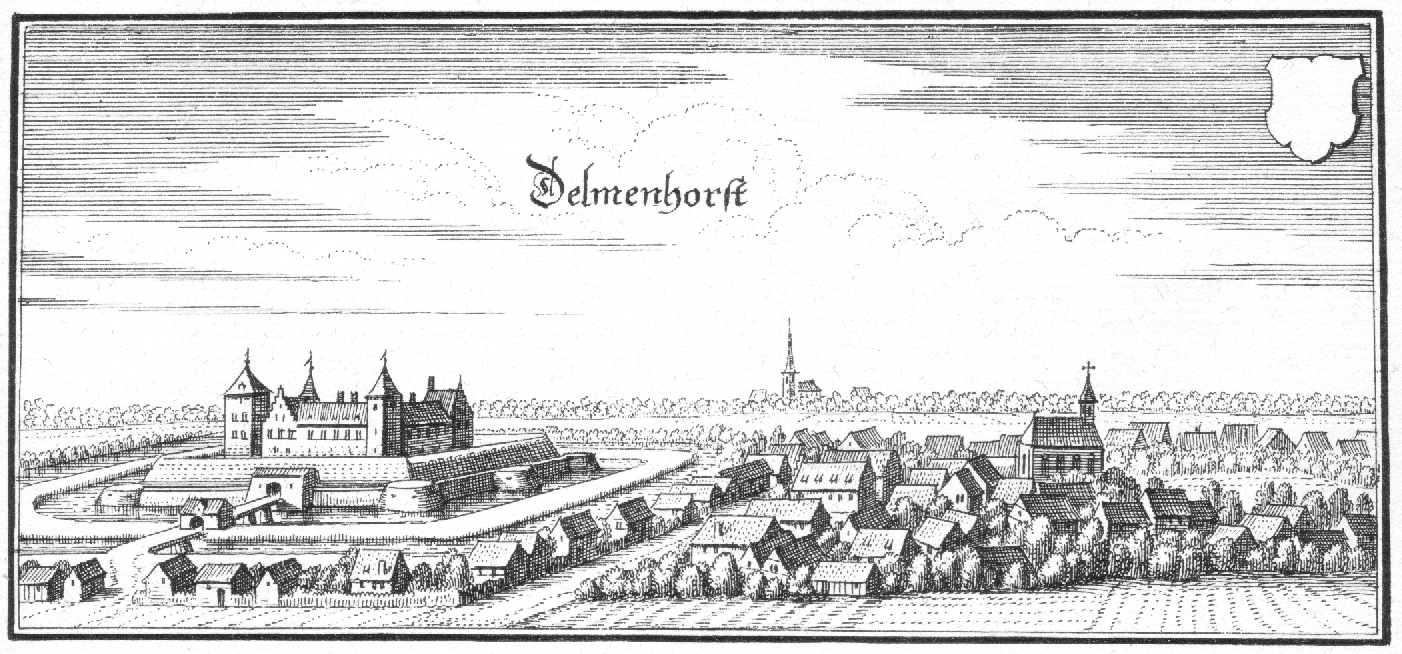
Kopparstick som visar Delmenhorst 1647
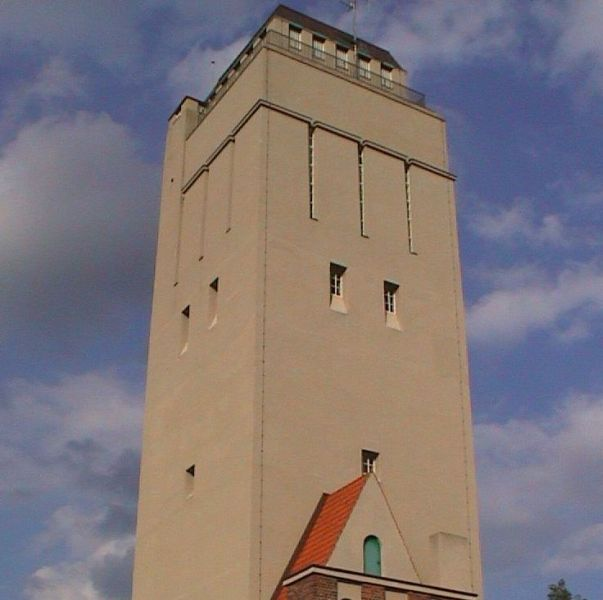
Vattentornet

## Administrativ indelning
Delmenhorst består av tio stadsdelar.
- Mitte
- Deichhorst
- Dwoberg/Ströhen
- Bungerhof
- Schafkoven/Donneresch
- Iprump/Stickgras
- Stickgras/Annenriede
- Hasport/Annenheide
- Düsternort
- Brendel/Adelheide